# Shai Goldman
Pour les articles homonymes, voir Goldman.
Shai Goldman, né le 5 janvier 1964 à Haïfa (Israël), est un directeur de la photographie israélien.
Il est lauréat du prix Ophir de la photographie en 2006 et 2016.

## Biographie
Shai Goldman naît et étudie à Haïfa, au collège à l'école Reali et au lycée à Basmat.
Parmi les films qu'il a tournés : Leneged Einayim Ma'araviyot (Against Western Eyes) et Basma Mucho réalisé par Yosef Pichadza ; Les Mangalistes réalisé par Yossi Madmoni et David Ofek ; Three Mothers réalisé par Dina Zvi Riklis, pour lequel il a également remporté le prix Ofir de la photographie ; Mouvement indécent réalisé par Tzachi Grad ; Tout commence en mer réalisé par Eitan Green et La Rotation dirigée par Eran Kolirin, avec qui Goldman travaille régulièrement. Son film le plus connu et le plus réussi en tant que directeur de la photographie est La Visite de la fanfare, également de Kolirin, qui a remporté le prix de la critique au Festival de Cannes, au Festival du film de Sarajevo, le prestigieux Grand Prix au Festival du film de Tokyo et de nombreux autres prix. dans les festivals internationaux, Goldman a apporté au film à succès une qualité visuelle abstraite qui a permis à l'œuvre de transcender le local et de toucher l'universel et a ainsi contribué au succès international considérable du film.
Goldman se caractérise par son travail minutieux et épuré qui allie raffinement tant dans la composition que dans les jeux d'ombres et de lumières. Sa position esthétique de premier plan n'élimine pas l'élément émotionnel et clair de l'image.
Parmi les séries télévisées qu'il a tournées : War room écrit par Yaïr Lapid, Franco et Spector d'Amit Lior, 30 NIS par heure réalisé par David Ofak et Shari Azoz, écrit par Yossi Madmoni.
Goldman est marié à la chorégraphe Anat Danieli et le couple a trois enfants.

## Filmographie partielle

### Au cinéma
- 1996 : Leneged Einayim Ma'araviyot
- 2007 : La Visite de la fanfare
- 2011 : Le Policier
- 2014 : L'Institutrice
- 2016 : Beyond the Mountains and Hills
- 2019 : Né à Jérusalem (et toujours vivant)
- 2019 : Synonymes
- 2020 : My Kid
- 2021 : Et il y eut un matin
- 2021 : Le Genou d'Ahed de Nadav Lapid

### À la télévision
- 1997-2001 : פלורנטין (he)
- 2003-2004 : פרנקו וספקטור (he)
- 2005 : חדר מלחמה (he)
- 2008 : חמישה גברים וחתונה
- 2012-2013 : Euphoria (he)
- 2012-2014 : 30 ש"ח לשעה (he)
- 2015 : אטלנטיקה (he)
- 2016 : לצבי יש בעיה (he)
- 2019 : תיק נעדר (he)
- 2022 : ריקוד האש (he)

## Récompenses et distinctions
- (en) Shai Goldman: Awards, sur l'Internet Movie Database